# Contea di Hertford
La contea di Hertford (in inglese Hertford County) è una contea dello Stato della Carolina del Nord, negli Stati Uniti. La popolazione al censimento del 2000 era di 22 601 abitanti. Il capoluogo di contea è Winton.

## Storia
La contea di Hertford fu costituita nel 1759.

## Città della Contea di Hertford
Queste città usano anche l'antica denominazione di township.
- Ahoskie
- Cofield
- Como
- Harrellsville
- Murfreesboro
- Winton (Capoluogo della contea)